# Jean Froissart
Jean Froissart (1336/1337 Valenciennes – 1405 Chimay) byl francouzský básník a kronikář, autor tzv. Kroniky stoleté války, která zachycuje události vleklého sporu Anglie s Francií a je oslavou rytířského stavu.
Část své kroniky je založená kronikářské práci lutyšského Jeana le Bela († 1370), který mimo jiné podle očitého vyprávění vojáků popisuje průběh bitvy u Kresčaku, kde padl český král Jan Lucemburský. Svou kroniku opakovaně upravoval podle toho, které straně a mecenáši měla být nakloněna.  Byl také členem družiny Václava Lucemburského, pro kterého složil román s artušovskou tematikou Meliador. Byl také autorem poesie.

## Literatura

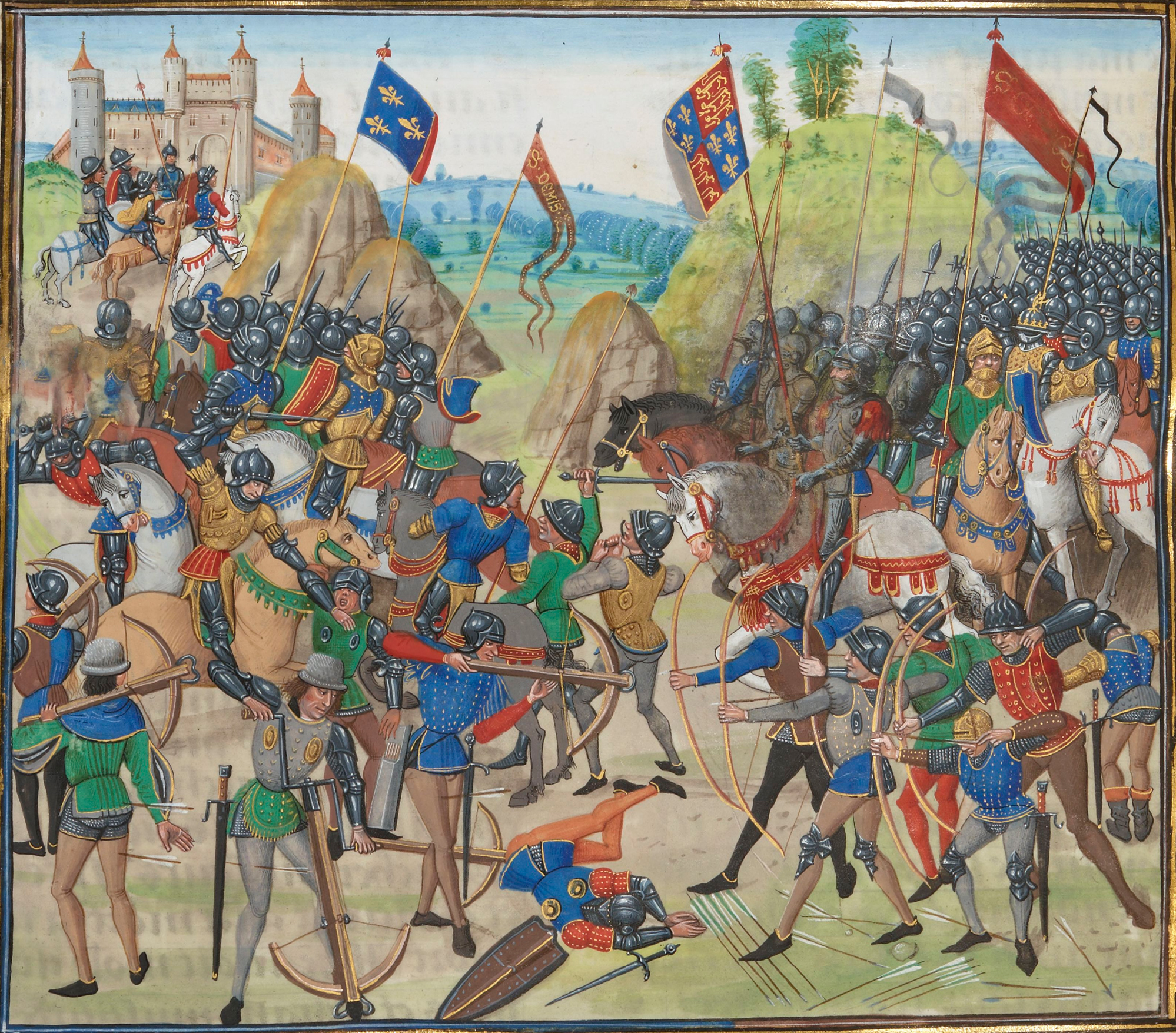
Bitva u Kresčaku